# Mero Imai
Mero Imai (jap. 今井メロ Imai Mero; ur. 26 października 1987 r.) – japońska snowboardzistka. Zajęła 15. miejsce w halfpipe’ie na mistrzostwach świata Whistler. Jej najlepszym wynikiem olimpijskim jest 34. miejsce w halfpipe’ie na igrzyskach w Turynie. Najlepsze wyniki w Pucharze Świata osiągnęła w sezonie 2004/2005, kiedy to wywalczyła małą kryształową kulę w klasyfikacji halfpipe’a. W 2017 roku rozpoczęła karierę jako aktorka AV w filmach dla dorosłych.

## Sukcesy

### Igrzyska olimpijskie
| Miejsce | Dzień     | Rok  | Miejscowość | Konkurencja | Zwycięzca    |
| ------- | --------- | ---- | ----------- | ----------- | ------------ |
| 34.     | 13 lutego | 2006 | Turyn       | Halfpipe    | Hannah Teter |

### Mistrzostwa Świata
| Miejsce | Dzień       | Rok  | Miejscowość | Konkurencja | Zwycięzca     |
| ------- | ----------- | ---- | ----------- | ----------- | ------------- |
| 15.     | 22 stycznia | 2005 | Whistler    | Halfpipe    | Doriane Vidal |

### Puchar Świata

#### Miejsca w klasyfikacji generalnej
- 2000/2001 - -
- 2002/2003 - -
- 2003/2004 - -
- 2004/2005 - -
- 2005/2006 - 54.

#### Miejsca na podium
1. Bardonecchia – 10 lutego 2005 (halfpipe) - 2. miejsce
2. Sungwoo – 26 lutego 2005 (halfpipe) - 1. miejsce
3. Sungwoo – 26 lutego 2005 (halfpipe) - 2. miejsce
4. Lake Placid – 5 marca 2005 (halfpipe) - 3. miejsce
5. Tandådalen – 18 marca 2005 (halfpipe) - 1. miejsce
6. Saas-Fee – 21 października 2005 (halfpipe) - 1. miejsce

## Filmy dla dorosłych
- Filmy dla dorosłych, w których wystąpiła:

| #    | Data      | Tytuł              | Kod wideo | Producent | Uwagi                 | Przy. |
| 2017 |           |                    |           |           |                       |       |
| 1    | 1 maja    | snow drop 今井メロ | TEK-091   | Muteki    | Czas trwania 140 min. | [ 3 ] |
| 2    | 1 czerwca | SNOW OUT 今井メロ  | TEK-093   | Muteki    | Czas trwania 150 min. | [ 4 ] |